# 浅野ゆう子
浅野 ゆう子（あさの ゆうこ、本名：赤沢 裕子（あかざわ ゆうこ）、1960年〈昭和35年〉7月9日 - ）は、日本の女優、歌手、ファッションモデル。所属事務所はEaupure（オーピュア）。かつては研音→アベベネクスト（アァベェベェ）に所属していた。
兵庫県神戸市東灘区出身。堀越中学校～堀越高等学校（東京都中野区）卒業（1979年）。身長167 cm、体重50 kg。B83 cm、W58 cm、H88 cm。

## 来歴

### 生い立ち
本名の裕子の「裕」の字は、石原裕次郎に由来。裕次郎のファンだった母によって名付けられた。父親は母親の妊娠を知ると「子どもはいらない」と母の腹を蹴り、裕子が生まれた直後に新しい女性を連れて産婦人科に離婚話を持って来た。父は母の銀行の退職金を持って逃げ、3歳の時に両親が離婚。親戚の家を母と共に転々とし、母は裕子を連れて自殺しようと何度も森に入ったという。幼いころから芸能志望で、母親も娘を芸能人にするべく小学生のころから歯を矯正したり、足が綺麗に伸びるように正座を禁止していた。幼少時代から大人びており、小学4年生の時で既にナンパされるほど。神戸青い鳥幼稚園から神戸市立本山第三小学校へ進み、小学校6年生の秋、母や友人と神戸さんちかのサテライトスタジオであったラジオの公録『スターへの登竜門』を見た帰り、研音の関係者から「歌は好きですか？ 歌手になってみませんか」とスカウトされる。小さいころから歌手に憧れていたため、母を懸命に説得し、一年間レッスンを受けた後、母を神戸に残し単身上京した。12歳の時にCMオーディションで入賞したことをきっかけにスカウトされた。
世田谷区立梅が丘中学に京王線代田橋駅付近の寮から通学していた。カチューシャを愛用し、大人びたスタイルは校内でも人気だったが、非常に厳しい校長に注意のために呼び出されたことがある。TBS系列で放送されていた『歌う新人王決定戦』で優勝したことが、デビューのきっかけとなる。
芸名は「本名の赤沢のア行を取って、呼びやすい浅野とひらがなのゆう子をくっつけた」等の記述も見られるが、桂三枝と対談した1976年の雑誌で「レコード会社から1日で考えてくれと言われたんで、自分でパッと電話帳をめくり、ゴロがいいから浅野ゆう子にした」と話している。人に聞かれたときは、浅野内匠頭にあやかったと言うこともあったという。

### 歌手デビュー・アイドル時代
13歳であった1974年5月25日にアイドル歌手としてデビュー（当時、研音/RCAレコード所属）し、「ジャンプするカモシカ」のキャッチフレーズで活動した。「恋はダン・ダン」で、1974年の第16回日本レコード大賞新人賞受賞。1976年には、8枚目のシングル「セクシー・バス・ストップ」がヒットを記録する。
小学校4年のとき、身長が一年間で10cm伸び、14歳の時に身長が166.5cmになり、中三のとき、自分より大きい男の子がクラスで3人。当時はクラスの男の子から「ノッポ」「電信柱」などとからかわれた。
当時の女性アイドルは小柄であることが好ましいとされており、浅野のような長身で日本人離れしたプロポーションのアイドルは珍しかった。また、ミニスカートやホットパンツなどでスタイルを強調していた浅野は女性からの反撥を受けたこともあり、アイドル歌手としては大成しなかった。一方、ルックスが大人びていた浅野は、中学生ながらテレビドラマ『太陽にほえろ!』に警察署・捜査第一係の2代目内勤員（お茶くみ）役として出演した。映画『恋の空中ぶらんこ』以降、東宝の映画作品にも立て続けに出演したが、役に恵まれず一時出演が途絶える。

### モデルから女優への転向、女優業の成功
当時の女性アイドルで水着にならない者はほとんどいないため、多少水着の仕事もあったが、1979年（昭和54年）夏のカネボウ化粧品テレビCM「一気にこの夏チャンピオン」で披露した大胆な水着姿は世間を驚かせた。プロポーションは当時から芸能界随一と噂されたが、面積極小の三角巾風のブラとパンティは、際どいところを辛うじて隠す大胆なもので、当時は東京都内の国鉄や私鉄、地下鉄の構内にポスターがよく貼られたが、朝貼ると夕方までに全部盗まれて、マスメディアにも大きく取り上げられた。前任者の服部まこのメッシュの水着もセクシーではあったが、浅野はそれまでカワイ子ちゃん歌手のイメージがあったため、極小水着のインパクトが大きかった。勿論、浅野の起用はカネボウのイメージ戦略によるものである。抜群のプロポーションで『週刊プレイボーイ』『平凡パンチ』『GORO』をはじめ、あらゆる雑誌のグラビアを席巻。またお茶の間を対象にしたテレビCMでは、セクシーな表現はそれまでタブーとされたが、1981年から放映されたオーシャンウイスキー（メルシャン）のテレビCMは世の男性の目を楽しませ、テレビCMでの大衆の許容度が拡がる切っ掛けとなった。
歌を実質休業状態になった1980年代からは、様々な会社の水着キャンペーンモデルなど企業広告で活躍した。この頃、テレビの仕事は2時間ドラマが年2本程度だった。
しかし1988年（昭和63年）にフジテレビの連続ドラマ『君の瞳をタイホする!』のヒロイン・シングルマザー役に抜擢され、さらにドラマ『抱きしめたい!』で『W浅野』と呼ばれた浅野温子との競演で、女性からの圧倒的な支持を受けた。これ以降は「トレンディドラマの女王」と称される程にブレイクし、1990年代初頭には、W浅野を意識した服装が大いに流行した。
1996年の主演映画『藏』では第19回日本アカデミー賞最優秀主演女優賞を受賞。
2003年から始まった時代劇『大奥』では2003年版で主演を務め、その後のシリーズでも度々ゲスト出演やナレーターとして関わり、舞台版でも主演するなどシリーズに欠かせない常連出演者となった。
2017年、年末に一般男性と結婚したことを公式サイトを通じて発表した。

### 歌手活動の再開
2025年、デビュー50周年を記念して40年ぶりの新曲「わくわくマンボ」「すべてのあなたに」を発売、1月には50周年記念ライヴも開催した。

## 人物
趣味は読書。
下戸だが、その代わり食に対して非常に貪欲であると語っている。
非常に大食いでもあり、その健啖家ぶりを驚かれたことで恥ずかしい思いをしたこともあるという。
体の中で自慢のパーツはシミ一つ無いデコルテ。
マイケル・ジャクソンの大ファン、1980年代の日本公演で追っかけをしたことがあり、神奈川県葉山のフランス料理店で食事を一緒にしたことがある。
1991年の『NHK紅白歌合戦』では鼻の骨を骨折していたが、気丈に隠しながら司会を続けた。

### 家系
母方の実家の赤沢家は、戦国時代は毛利氏に仕える武士で、水軍の一員として瀬戸内海方面の護りについていたという。その後、現在の香川県高松市屋島に移り住んで帰農した。母も屋島の生れで、周辺には赤沢姓の家が多いという。

### 芸能界での交友関係など
憧れの女優は、野際陽子である。また、野際も浅野を評価しており、自身が多くのドラマで幾度となく演じた姑役について、「私の後（の姑役）は、浅野ゆう子さんにでもお願いしようかしらね。」と、浅野を後継者にしたいと語っている。
俳優として駆け出しで、なかなか仕事に恵まれなかった頃の唐沢寿明に「爽やかな路線でいってみてはどうか?」とアドバイスをした結果、後のブレイクに繋がったとして「（浅野は）私の恩人」と著書で評されている。
2014年11月2日早朝、当時交際中だった俳優の田宮五郎が浅野の自宅においてクモ膜下出血で倒れる。浅野に看取られながら、11月6日未明に死去した。
松本伊代と仲が良く、一緒にドジャーズ戦を観にニューヨークへ行ったこともある。

### 脚に関するエピソード
デビュー当時は「脚の長さ99センチ」と騒がれ、一部マスコミから「股下99センチ」あるいは「股下1メートル」とまでいわれたが、『明星』誌上で読者からの「そんなにないのでは?」という質問に「股下ではないんです。腰骨から下が99センチなんです。ホントなのよ。信じてくださいね」と答えている（デビュー時は身長165 cm）。この「腰骨下の長さ」は年を経るにつれ、101 cm、はては107 cmまで伸びたと報じられた。
股下は『月刊プレイボーイ』に81.5 cmと書かれたが、他誌には83 cmと書かれたこともある。
岡田晋吉は『太陽にほえろ!伝説 増補決定版』で、「まだ十代の浅野ゆう子が『お茶くみさん』として出演している。彼女が石原裕次郎に会っての第一声が『あら、私のほうが股下が長い』だった。石原さんは目を白黒させていた。」と記している。
デビュー間もない頃の『うわさのチャンネル』出演中、和田アキ子やせんだみつお達に足の長さを冷やかされ思わず意味もわからず、「私、どて高なんです」と発していたことがある。また同番組では「むすんでひらいて」を歌唱中、「またひらいて」の歌詞の所で浅野一人だけが騙されて、大きく股を開いてしまった。
スタイリストの三宅由美子は「困ることもあるんです。まず、脚が長すぎること。既製品のパンツは短すぎてダメなんです」と語っている。

## 出演

### テレビドラマ

#### 連続ドラマ
- てんぷく笑劇場（1972年4月 - 1982年4月、NHK総合）
- 太陽にほえろ! 第118話 - 第130話（1974年10月18日 - 1975年1月10日放送分、日本テレビ） - 長山久子 役
- 破れ傘刀舟悪人狩り 第31話「仇討ち馬子唄」（1975年、NET） - お加代 役
- 事件ファイル110 甘ったれるな 第3話「初恋の人に会わせて」（1976年、TBS） - 中田杏子 役
- 夜明けの刑事 第64話「たいやきブームに殺された女子高校生?」（1976年、TBS） - 早坂ゆう子 役
- 刑事くん 第4部（1976年、TBS） - 白石香織 役
- 七人の刑事 第6話 「パニック・イン・警視庁」（1978年6月2日、TBS） - 婦人警官 役
- やあ!カモメ（1978年、TBS）
- 噂の刑事トミーとマツ 第31話「トミマツまっ青、女の激突」（1980年、TBS / 大映テレビ） - 白川ゆう子 役
- 銀河テレビ小説（NHK総合）
  - 現代夫婦考（1981年2月） - さゆり 役
  - 名古屋ラブソング（1987年11月9日 - 27日） - 古郡みのぶ 役
- 桃太郎侍 第237話「べらんめえ箱入り娘」（1981年、日本テレビ）
- 俺はご先祖さま（1981年12月6日 - 1982年3月14日、日本テレビ） - 利根かおり 役
- 週末だけの恋人（1984年7月4日 - 8月29日、毎日放送）
- 西部警察 PART-III 第49回「京都・幻の女殺人事件 京都編」（1984年、テレビ朝日） - 島本冴子 役
- 遠山の金さん 第1シリーズ 第119話「女菩薩の如く、女夜叉の如し!」（1984年、テレビ朝日）
- ああ嫁姑 第10話「魔の絆」（1985年、毎日放送）
- 影の軍団IV幕末編（1985年、関西テレビ） -  おりょう
- 連続テレビ小説（NHK総合）
  - いちばん太鼓（1985年） - 風間ゆう子 役
  - ひまわり（1996年4月1日 - 10月5日） - 春日ひとみ 役
  - てるてる家族（2003年9月29日 - 2004年3月27日） - 岩田照子 役
- となりの女（1986年3月7日 - 5月30日、TBS） - 霞 役
- 妻たちの危険な関係（1986年7月2日 - 9月24日、日本テレビ） - 岩下真理子 役
- 誘惑の季節（1986年11月3日 - 28日、毎日放送「妻そして女シリーズ」
- ときめき非婚時代（1987年10月22日 - 11月5日、テレビ朝日）
- 若大将天下ご免! 第34話「殺しの調べを弾く女!」（1987年、テレビ朝日） - お滝 役
- 君の瞳をタイホする!（1988年1月4日 - 3月21日、フジテレビ） - 佐藤真冬 役
- 愛と復讐の海（1988年2月1日 - 11日、TBS）
- 抱きしめたい!（1988年7月7日 - 9月22日、フジテレビ） - 主演・早川夏子 役[注釈 2]
  - 抱きしめたい!スペシャル（1989年3月30日）
  - 抱きしめたい!'90 （1990年1月3日）
  - 抱きしめたい!世紀末スペシャル （1999年10月1日）
  - 抱きしめたい!Forever （2013年10月1日）
- 23時の女たち（1988年10月31日 - 11月3日、TBS）
- ハートに火をつけて!（1989年4月13日 - 6月29日、フジテレビ） - 主演・田代春 役
- 同・級・生（1989年、フジテレビ） 友情出演
- 雨よりも優しく（1989年10月13日 - 12月29日、TBS） - 主演・鈴木今雨子 役
- 恋のパラダイス（1990年4月12日 - 6月28日、フジテレビ） - 主演・七海津波 役
- 男について（1990年10月12日 - 12月21日、TBS） - 主演・三沢月子 役
- 学校へ行こう!（1991年4月8日 - 6月24日、フジテレビ） - 主演・臼井幸 役
  - 学校へ行こう!SPECIAL 旅立ちの朝に…（1992年4月6日）
- 親愛なる者へ（1992年7月2日 - 9月17日、フジテレビ） - 主演・島谷(小松)凪子 役
- 都合のいい女（1993年10月14日 - 12月23日、フジテレビ） - 主演・水原ナオ 役
- 長男の嫁（1994年4月14日 - 7月7日、TBS） - 主演・中村美里 役
  - 長男の嫁2〜実家天国（1995年10月12日 - 12月21日） - 主演・源美里 役
- 土曜ドラマ（NHK総合）
  - 和菓子の味（1994年11月12日 - 26日） - 島村早苗（三女） 役
- 透明人間 第7話（1996年5月25日、日本テレビ）
- LOVE AND LIE 義務と演技（1996年10月10日 - 12月19日、TBS） - 主演・武田祥子 役
- 金のたまご（1997年7月3日 - 9月18日、TBS） - 主演・桜井泉住 役
- ママチャリ刑事（1999年1月7日 - 3月18日、TBS） - 主演・立花薫（刑事） 役
- 昨日の敵は今日の友（2000年1月5日 - 2月9日、NHK総合） - 主演・友田かおり 役
- ストレートニュース（2000年10月11日 - 12月13日、日本テレビ） - 坂本千恵子 役
- 私を旅館に連れてって（2001年4月11日 - 6月27日、フジテレビ） - 勅使河原史子 役
- 氷点2001（2001年7月12日 - 9月20日、テレビ朝日） - 主演・辻口夏枝 役
- 盤嶽の一生 第2話「絵図面の謎」（2002年3月12日、フジテレビ） ‐ お小夜
- ヨイショの男（2002年4月14日 - 6月30日、TBS） - 緒方真紀子 役
- 最後の弁護人（2003年1月15日 - 3月19日、日本テレビ） - 神崎美智子 役
- 大奥（2003年 - 2006年、フジテレビ） - 主演・瀧山 役
  - 大奥（2003年6月3日 - 8月19日）
  - 大奥スペシャル〜もうひとつの物語〜（2006年12月29日）
- めだか（2004年10月5日 - 12月14日、フジテレビ） - 国見祥子 役
- 笑う三人姉妹（2005年5月16日 - 6月16日、NHK総合） - 主演・松岡かもめ 役
- 女刑事みずき〜京都洛西署物語〜（2005年10月20日 - 12月15日、テレビ朝日） - 主演・大場みずき（刑事） 役
  - 女刑事みずき〜京都洛西署物語〜 第2シリーズ（2007年7月5日 - 9月13日）
  - 女刑事みずきスペシャル（2010年6月24日）
- 大河ドラマ（NHK総合）
  - 功名が辻（2006年1月8日 - 12月10日） - 寧々（北政所→高台院） 役
- 新・京都迷宮案内4（2007年1月11日・18日、テレビ朝日）
- OLにっぽん（2008年10月8日 - 12月10日、日本テレビ） - 富士田弥生 役
- ザ・クイズショウ 第4話「vsカリスマ占い師!! 運命変えた母の日の贈り物」（2009年5月9日、日本テレビ） - 裕天寺ノッコ 役
- 必殺仕事人2009 第11話「仕事人、死す!!」（2009年4月10日、朝日放送・テレビ朝日） - お富 役
- アンタッチャブル〜事件記者・鳴海遼子〜「第1話」（2009年10月16日、朝日放送・テレビ朝日） - 有栖川スミレ 役
- 交渉人〜THE NEGOTIATOR〜2（2009年10月22日 - 12月17日、テレビ朝日） - 弓坂史子 役
- 特上カバチ!!（2010年1月17日 - 3月21日、TBS） - 検備沢京子（弁護士） 役※特別出演
- Dr.伊良部一郎 第5話（2011年2月27日、テレビ朝日） - 花巻カオル 役
- 鈴子の恋（2012年1月-3月、東海テレビ・フジテレビ） - 日向さき 役
- 本日は大安なり（2012年1月10日 -3月13日、NHK総合） - 杉浦薫子 役
- 猿飛三世（2012年10月12日- 2012年11月30日、NHK BSプレミアム） - お辰 役
- 心療中-in the Room-（2013年1月12日 - 3月30日、日本テレビ） - 深山美姫子 役
- ほっとけない魔女たち（2014年9月1日 - 10月31日、東海テレビ・フジテレビ） - 主演・有沢夏江 役
- 獣医さん、事件ですよ 最終話（2014年9月18日、読売テレビ・日本テレビ） - 佐倉菜々子 役
- トットちゃん!（2017年、テレビ朝日） - 沢村貞子 役
- 執事 西園寺の名推理2 第1話（2019年4月19日、テレビ東京） - 佐藤久美子 役
- 集団左遷!! 第3話（2019年5月5日、TBS） - 田口るみ 役
- 科捜研の女（テレビ朝日）
  - season19 第17話 - 第18話（2019年10月17日 - 24日） - 玉城詩津香 役
  - season23 第2話（2023年8月23日） - 宝居茅子 役[27]
- 魔法のリノベ 第4話（2022年8月8日、関西テレビ・フジテレビ）- 保科千恵子 役
- 警視庁アウトサイダー 第4話（2023年1月26日 - 、テレビ朝日） - 手嶌春 役[28]
- うちの弁護士は手がかかる 第8話（2023年12月1日、フジテレビ） - 佐野温子 役[29]
- 極限夫婦 第二章「玉川夫婦の場合」（2024年2月9日 - 23日、関テレ） - 玉川麗子 役
- 大奥 最終話（2024年3月28日、フジテレビ） - 浅光院 役[30]
- 問題物件 最終話（2025年3月26日、フジテレビ） - 薦田恵美子 役[31]
- ワタシってサバサバしてるから2（2025年2月5日、NHK BSプレミアム4K / 2025年5月5日 - 6月5日、NHK総合） - 東堂百合子 役[32]

#### 2時間ドラマ
- 木曜ゴールデンドラマ / ドラマシティー（読売テレビ）
  - 水谷教授の華麗な冒険（1980年4月3日、日本テレビ）
  - 結婚ごっこ（1988年12月15日） - 主演・安藤千春 役
  - どんでん家族（1990年1月11日） - 主演
  - どんでん夫婦（1991年3月21日） - 主演
  - ホスピタルはバラ色に!（1991年12月26日）
  - 愛は仁義（1992年4月9日）
- 火曜サスペンス劇場 / DRAMA COMPLEX（日本テレビ）
  - コンピューターの身代金（1982年7月13日）
  - モナ・リザの身代金（1983年8月2日）
  - 私が死んだ夜（1985年12月10日）
  - 盗聴する女（1986年12月16日）
  - 知りすぎた女（1987年3月10日）
  - グルメを料理する十の方法（1987年7月28日）
  - 女の中の風（1988年2月9日）
  - 1988年六月の花嫁シリーズ4・ゼロの蜜月（1988年6月28日）
  - 幸福な朝食（1988年12月27日、NTV映像センター、第1回日本推理サスペンス大賞優秀作受賞作品） - 主演
  - 魔術はささやく（1990年4月3日、NTV映像センター、第2回日本推理サスペンス大賞優秀作受賞作品） - 特別出演
  - 漁火の女（1990年9月25日、総合プロデュース）
  - 松本清張スペシャル・一年半待て（2002年1月15日） - 主演・須村さと子 役
  - ミステリーの女王・山村美紗物語（2006年1月24日） - 主演・山村美紗 役
- 土曜ワイド劇場（テレビ朝日）
  - 西村京太郎トラベルミステリー 寝台特急あかつき殺人事件（1983年10月1日、テレビ朝日「土曜ワイド劇場」）- 坂口由美子 役
  - 女のたたかい（1984年6月22日、TBS）
  - 西村京太郎トラベルミステリー 第6作 寝台特急「北陸」殺人事件（1985年1月5日） - 高橋理沙 役
  - 血液型殺人事件・霧の那須高原襲われた女探偵（1985年12月21日） - 綾部芙美子 役
  - 北アルプス餓鬼岳の殺意（1986年5月3日）
  - 密会写真の女（1986年9月27日）
  - 殺意の終着駅（1987年1月31日）
  - 富士山麓殺人事件（1987年4月25日） - 智子 役
  - 信濃路あづみの殺人行（1987年11月14日） - 白州律子 役
  - 京都神戸殺人事件（1988年7月9日） - 主演
  - 長崎で消えた女（1988年9月3日）
  - 京都マネーゲーム殺人事件（1989年4月29日）
  - ノサップ岬の女（1989年10月7日）
  - 結婚プロデューサー麻美礼子の犯罪カタログ（1990年6月16日） - 主演・麻美礼子 役
  - 国境の女（1991年10月12日） - 主演・明月奈緒子 役
  - 松本清張特別企画・黒革の手帖（1996年12月7日） - 主演・原口元子 役
  - 復讐法廷（1997年9月13日） - 主演・林田さよ子 役
  - 超完全犯罪の女医（1998年11月7日） - 主演・高見沢名緒 役
  - 完全犯罪の女シリーズ
    - 2000年の完全犯罪に挑む二人の女（2000年4月1日） - 主演・倉沢律子 役
    - 一発勝負!2001年 完全犯罪の女（2001年4月7日） - 主演・中津川柊子 役
    - 100億の悪女ふたり（2002年4月6日） - 主演・村木志津香 役

  - 西村京太郎トラベルミステリー - 十津川直子 役
    - 第36作「能登半島殺人事件」（2001年9月29日）
    - 第40作「青函特急殺人ルート」（2003年9月13日）
    - 第42作「北帰行殺人事件」（2004年11月6日）
    - 第46作「秋田新幹線「こまち」連続殺人」（2006年7月1日）
    - 第48作「みちのく殺意の旅」（2007年5月26日）
    - 第50作「山陽〜東海道連続殺人ルート」（2008年9月27日）
    - 第52作「密室列車 特急かもしか途中下車連続殺人」（2009年9月26日）
    - 第55作「寝台特急カシオペア殺人事件」（2010年11月27日）
    - 第59作「終着駅(ターミナル)殺人事件」（2013年1月5日）
    - 第62作「寝台特急カシオペア&スーパーひたち連続殺人」（2014年7月12日）

  - リカ（2003年3月1日）
  - 女警察署長・美佐子（2003年5月10日） - 主演・赤木美佐子 役
  - 悪魔のような女（2005年3月5日） - 中園薫 役
  - 刑事の妻〜デカツマ〜 魅惑の黒髪連続殺人（2005年7月30日） - 主演・望月やよい 役
    - 刑事の妻〜デカツマ〜 妻の浮気チェックが不倫連続殺人事件を呼ぶ!（2009年8月8日）

  - 眠る骨（2006年7月22日） - 主演・萩原早紀 役
  - 花嫁のさけび（2008年4月5日） - 主演・松原伊津子（フリーの経済記者） 役
  - 女警察署長（2009年5月23日） - 主演・一ノ瀬千秋（署長） 役
  - ゴーストライターの殺人取材（2012年8月4日） - 主演・鮫島悠里 役
    - ゴーストライターの殺人取材2 愛と欲…名門和菓子店、美女たちの跡目争い!!（2015年11月14日）

  - 終着駅殺人事件（2013年1月5日） - 十津川直子 役
  - 叡古教授の事件簿（2016年5月21日） - 戸村麻美 役[33]
- 日曜洋画劇場特別企画（テレビ朝日）
  - 敵は本能寺にあり（2007年12月16日） - 多志 役
- 金曜女のドラマスペシャル / 男と女のミステリー / 金曜エンタテイメント / 金曜プレステージ / 赤と黒のゲキジョー（フジテレビ）
  - ウェディングベルを鳴らすのは誰だ!?（1986年）
  - プアゾンの匂う女（1991年3月8日）
  - お気らく主婦の大冒険シリーズ（1998年 - 2002年） - 主演・松岡葵 役
    - お気らく主婦の豪華エステリゾート殺人事件（1998年1月16日）
    - お気らく主婦の大冒険2 豪華クリスマスリゾート殺人事件 （1998年12月18日）
    - お気らく主婦の大冒険3 豪華スキー湯けむりツアー殺人事件 （2000年3月10日）
    - お気らく主婦の大冒険4 豪華ホテル&グルメ殺人事件（2002年3月29日）

  - ツインズな探偵シリーズ（1999年 - 2003年） - 主演・浅井若菜 役[注釈 3]
    - ツインズな探偵（1999年7月9日）
    - ツインズな探偵2 〜ホステス保険金殺人の罠〜（2000年2月25日）
    - ツインズな探偵3 〜不幸のどん底に追い込まれた双子の姉に突然舞い降りた地位と名声〜（2003年2月21日）

  - 白衣の天使は見た!!〜外科病棟殺人カルテ〜（2008年12月12日） - 主演・一ノ瀬もえ子 役
  - 山村美紗サスペンスシリーズ - 主演・今井陽子 役
    - 京都・源氏物語殺人絵巻（2010年11月12日）
    - 黒の滑走路〜禁じられた一族〜（2012年1月13日）
    - 黒の滑走路2〜花婿がみた悪魔〜（2012年5月25日）
    - 黒の滑走路3（2013年8月9日）
    - 黒の滑走路4羽田空港殺人事件（2014年5月2日）

  - 海の斜光（2014年11月7日） - 主演・成田佳子 役
- 月曜ドラマスペシャル / 月曜ゴールデン（TBS）
  - おいしい女にご用心!（1991年1月28日）
  - ティファニーで朝食を（1992年5月4日）
  - 女パチプロ 演歌のすみれ（1996年4月8日） - 主演・すみれ 役
  - 盲目主婦・山科冬子（1999年5月17日） - 主演・山科冬子 役
  - 財務捜査官 雨宮瑠璃子シリーズ - 主演・雨宮瑠璃子 役
    - 財務捜査官 雨宮瑠璃子1（2004年6月14日）
    - 財務捜査官 雨宮瑠璃子2（2005年4月25日）
    - 財務捜査官 雨宮瑠璃子3（2007年2月26日）
    - 財務捜査官 雨宮瑠璃子4（2008年2月4日）
    - 財務捜査官 雨宮瑠璃子5（2009年11月9日）
    - 財務捜査官 雨宮瑠璃子6（2011年2月14日）
    - 財務捜査官 雨宮瑠璃子7（2012年7月30日）
    - 財務捜査官 雨宮瑠璃子8（2014年7月21日）
- 女と愛とミステリー / 水曜ミステリー9（テレビ東京）
  - 招かざる客～富士山麓連続殺人事件～（2001年2月21日）
  - 特捜刑事・遠山怜子（2003年11月19日） - 主演・遠山怜子（刑事） 役
    - 特捜刑事・遠山怜子2（2004年10月20日）

  - 農家の嫁は弁護士!神谷純子のふるさと事件簿シリーズ - 主演・神谷純子 役
    - 農家の嫁は弁護士!神谷純子のふるさと事件簿（2005年7月20日）
    - 農家の嫁は弁護士!神谷純子のふるさと事件簿2（2006年8月30日）
    - 農家の嫁は弁護士!神谷純子のふるさと事件簿3（2007年6月20日）
    - 農家の嫁は弁護士!神谷純子のふるさと事件簿4（2009年2月18日）

  - 作家探偵・山村美紗シリーズ - 主演・山村美紗 役
    - 京都・東山  密室トリック殺人事件（2012年4月18日）
    - 京都紅葉寺殺人事件〜秋の七草の秘密〜（2012年12月19日）
    - 京都・舞妓殺人 死者からの招待状（2013年11月6日）

  - 金沢のコロンボ（2014年9月24日） - 上野雅 役
    - 金沢のコロンボ2（2015年5月20日）
    - 金沢のコロンボ3（2016年8月17日）

  - 警視庁さくらポリス〜最強の姉妹捜査官〜（2016年5月18日） - 山田椿 役
- 月曜名作劇場 「みなと署落とし物係 秘密捜査官 危険な二人」（2017年） ‐ 主演・里崎直美
- 月曜プレミア8（テレビ東京）
  - 当番弁護士 梶原藤子の事件ファイル2（2021年10月4日） - 司万里子 役

#### その他単発作品
- 爆笑ヤンヤン時代劇「幕末花の美剣士たち」（1981年1月4日、テレビ東京「ヤンヤン歌うスタジオ」）
- おんな霧隠才蔵 戦国忍者風雲録（1982年3月26日、フジテレビ） - 主演・霧隠才蔵（かえで） 役
- 恋しぐれ（1986年1月19日、毎日放送「東芝日曜劇場」）
- 月曜サスペンスシリーズ（関西テレビ）
  - 現代怪奇サスペンス イジメは高くつく（1986年9月22日）
  - 西村京太郎サスペンス 隣人愛（1986年12月22日） - 主演・冴子 役
  - 現代恐怖サスペンス 消えた死体（1987年8月17日） - 主演
  - 京都サスペンス 出町の柳（1987年12月28日、東映）
  - 乱歩賞作家サスペンス 罠の中の七面鳥（1988年6月6日） - 主演
  - 京都サスペンス あじさい色のレディ（1988年12月12日、ジーカンパニー） - 主演
  - 乱歩賞作家サスペンス 闇の中から 恐怖の婚姻届（1989年4月3日、東映） - 主演
  - 現代神秘サスペンス 間違った死に場所（1989年9月18日、東映） - 主演
  - 現代推理サスペンス 夢見る女刑事（1990年10月29日） - 主演
  - 愛と疑惑のサスペンス レベル7-空白の90日-（1994年3月28日） - 主演・三好明恵 役
- 水曜日の恋人たち（1986年11月26日、TBS「水曜ドラマスペシャル」）
  - 水曜日の恋人たちIII（1987年9月23日）
- 泥棒と若殿 愛の共同生活 涙の別れ（1987年5月7日、テレビ朝日）
- 雲霧仁左衛門（1987年7月23日・30日、テレビ朝日）
- 次郎長三国志東海道の暴れん坊（1988年1月3日、テレビ朝日）
- 裸の大将放浪記 第26話「清の沖縄ほうろう記」（1988年、関西テレビ）
- 悲しみがとまらない（1988年7月1日、フジテレビ「金曜おもしろバラエティ」）
- 男たちの激突!（1988年10月10日・17日、フジテレビ）※特別出演
- 晴海コンパニオン物語（1988年10月15日、フジテレビ） - 主演
- うさぎの休日（1988年12月3日、NHK総合）
- 女たちの百万石（1988年10月12日 - 19日、日本テレビ「水曜グランドロマン」） - 豪姫（利家四女） 役
- 五稜郭（1988年12月30・31日、日本テレビ） - 榎本多津 役
- 神戸の美女は三代目（1989年3月18日、毎日放送「土曜ドラマスペシャル」）
- 新吾十番勝負（1990年1月3日、テレビ朝日）
- 横溝正史傑作サスペンス 犬神家の一族（1990年3月27日、テレビ朝日） - 大山朝子 役
- 普通の結婚式（1990年4月6日、TBS） - 主演（ダブル主演）
- 世にも奇妙な物語 秋の特別編「幸福の選択」（1990年10月4日、フジテレビ）
- 三姉妹（1990年10月6日、TBS）
- 水清例の長良川 愛されたくて（1992年10月8日、名古屋テレビ） - 菜生 役
- 愛と逃亡の果て 女優岡田嘉子（1993年3月26日、TBS） - 企画・主演・岡田嘉子 役
- 今夜、すべてのBARで（1995年1月7日、日本テレビ「土曜グランド劇場スペシャル」） - さやか 役
- 君に香る花を〜美しく年を重ねるために〜（1995年9月9日、フジテレビ） - 主演・都（横浜のタウン誌記者） 役
- 女パチプロ・演歌のすみれ（1996年4月8日、TBS 月曜ドラマスペシャル） - 主演・矢野すみれ 役[34]
- ナニワ金融道3（1998年1月5日、フジテレビ） - 難波銀子 役
- 赤穂浪士（1999年1月2日、テレビ東京） - りく 役
- マッハブイロク特別ドラマ big大作戦（2000年6月29日、フジテレビ）
- 真夏のクリスマス（2000年10月9日、TBS） - 麻美 役
- いくつもの海を越えて（2001年3月6日、日本テレビ）
- みのもんたの人生相談デカ〜おもいッきりテレビ殺人事件（2002年10月1日、日本テレビ） - 阿部佑子 役
- 赤ひげ（2002年12月28日、フジテレビ「ゴールデンシアター特別企画」） - おきん 役
- 盤嶽の一生 第2話「絵図面の謎」（2002年 / フジテレビ）-おさらばお小夜
- あかね空（2004年9月15日、テレビ愛知開局20周年記念番組） - 主演・おふみ 役
- 春のドラマスペシャル 女達の罪と罰（2004年4月6日、フジテレビ） - 主演・佐倉桂子 役
- 怪談スペシャル（2005年、フジテレビ） - 岩手 役
- 信長の棺（2006年11月5日、テレビ朝日） - 興雲院 役 ※特別出演
- 白虎隊（2007年1月6日・7日、テレビ朝日） - 西郷千恵子 役
- 東京大空襲（2008年3月17日・18日、日本テレビ）
- 課長島耕作2〜香港の誘惑〜（2008年10月1日、日本テレビ） - チャン・コエリン 役
- ドラマスペシャル 暴れん坊将軍（2008年、テレビ朝日） - お加代 役
- 黒部の太陽（2009年3月21日・22日、フジテレビ） - 北島香 役
- TRICK新作スペシャル2 （2010年5月15日、テレビ朝日） - 東崎彩乃 役
- 赤と黒のゲキジョー（フジテレビ）
  - 上流階級〜富久丸百貨店外商部〜（2015年1月16日） - 倉橋和子 役
- 坊っちゃん（2016年1月3日、フジテレビ） - マドンナの母 役[35]
- 大奥（2016年1月22日・29日、フジテレビ） - 大崎局 役
- 女の勲章（2017年4月15日・16日、フジテレビ） - 安田兼子 役
- 大奥（2019年3月25日、フジテレビ） - 万里小路良子 役

### バラエティ番組
- ものまね王座決定戦（フジテレビ） - 初期の頃に出演
- 笑って!笑って!!60分（1975年、TBS）
- 世界・ふしぎ発見!（TBS） - 不定期出演
- ド短期ツメコミ教育!豪腕!コーチング!!（2006年4月10日 - 10月16日、テレビ東京） - 司会
- 秘密のケンミンSHOW → 秘密のケンミンSHOW 極（読売テレビ） - 不定期出演
- コントの劇場 〜The Actors' Comedy〜（2014年1月31日、NHK BSプレミアム）
- そんなコト考えた事なかったクイズ!トリニクって何の肉!?（朝日放送テレビ） - 不定期出演
- プレバト!!（毎日放送） - 不定期出演
- 今夜はナゾトレ（フジテレビ） - 不定期出演
- 通販をスクープしてみた!!（2023年7月29日 - 、テレビ朝日）
- 発見!タカトシランド（北海道文化放送）
  - 2022年5月20日 - 札幌・中央区役所エリアでイイとこ探し!
  - 2022年6月3日 - 札幌・さっぽろテレビ塔エリアでイイとこ探し!
  - 2025年1月10日 - 宮の沢エリアでお宝店を発見! SP
  - 2025年1月17日 - 山の手エリアでお宝店を発見! SP

### ラジオ
- 浅野ゆう子のタッチミーダンシング（文化放送）
- ゆうこのサウンドクルージング（1987年10月 - 1990年9月、TOKYO FM）

### CM
- うすい百貨店（1974年 - 1986年）
- サンデン オイルヒーター（1977年）
- カネボウ化粧品 サンケーキ・フレッシェル（1979年）
- 森永製菓 ハイクラウンチョコレート
- トヨタ自動車 スキニーエアコン （1982年）
- 三楽オーシャン（現・メルシャン） ビクトリーオーシャンウイスキー（1982年）
- 三笠製薬 ゼノールチック（1982年）
- シャープ シャープ複写機、高速ファクシミリHAYAX（1983年）
- 資生堂 ALBATH （入浴剤）（1985年）、UVホワイト（1989年）
- 三菱鉛筆 プロッキー（顔料マーカー）（1987年）
- シオノギ製薬 パイロンAM錠（1989年）
- 麒麟麦酒 キリンファインピルスナー（1990年）
- アール・ビー・エム、エステdeミロード
- 丸八真綿（1994年 - 1995年）
- 松下電器産業（現・パナソニックホールディングス）Panasonic
- 雪印乳業（現・雪印メグミルク）
- ハウス食品
- 住友銀行（現・三井住友銀行）
- オースチン・ローバー・ジャパン、ローバー・800
- アデランス レディースアデランス（2017年 - 2022年）

### 映画
- 恋の空中ぶらんこ（1976年）
- 獄門島（1977年）
- 姿三四郎（1977年）
- 惑星大戦争（1977年） - 滝川ジュン[36][4]
- ユー・ガッタ・チャンス（1985年）-君島夕子 役
- 白い野望（1986年）
- ビー・バップ・ハイスクール 高校与太郎哀歌（1986年）
- そろばんずく（1986年）
- 疵（1988年）
- cfガール（1989年）
- 流転の海（1990年）
- シンデレラ・エクスプレス（1990年）
- わが愛の譜 滝廉太郎物語（1993年）
- 藏（1995年）
- 八つ墓村（1996年）
- 流れ板七人（1997年）
- どら平太（2000年）
- 走れ!イチロー（2001年）
- 大奥（2006年） - 滝川（連浄院付上臈御年寄） 役
- 僕は妹に恋をする（2007年） - 結城咲 役
- 恋空（2007年） - 田原安江 役
- その木戸を通って（2008年公開[注釈 4]）
- 劇場版 カンナさん大成功です!（2009年） - 橘れい子 役
- SPECシリーズ - マダム陽&陰 役
  - 劇場版 SPEC〜天〜（2012年）
  - 劇場版 SPEC〜結〜 爻ノ篇（2013年）

### 映画（吹き替え）
- ケンタウロスの伝説（1985年） - レディ 役
- プリティ・ウーマン（1995年、TBS） - ビビアン・ワード（ジュリア・ロバーツ）役
- 101（1997年） - アニタ・ラドクリフ（ジョエリー・リチャードソン） 役

### 舞台
- 下関くじら屋（1979年）
- ITCH 私のハズは透明人間（1982年、ミュージカル、博品館劇場）[7]
- 孤愁の岸（1989年）
- 40カラット（1999年）
- 私はだれでしょう（2007年）
- 大奥（2007年）
- とりあえず、お父さん（2015年12月、天王洲 銀河劇場） - シーラ 役[37]
- 疑惑（2014年10月、南座、松本清張原作）
- 京都都大路 迷宮の恋めぐり（2015年10月、南座、山村美紗原作、劇中には、「オー・ミステリー」がテーマソングとして使われた。共演者：水野真紀、原田龍二、小野寺昭、大澄賢也、山村紅葉、月船さらら他）
- 真田十勇士（2016年9月 - 10月 新国立劇場中劇場、KAAT神奈川芸術劇場、兵庫県立芸術文化センター KOBELCO 大ホール） - 淀殿 役
- ハムレット（2017年4月、東京芸術劇場プレイハウス） - ガートルード 役[38]
- 細雪（2019年5月、明治座） - 鶴子 役
- イノサンmusicale（2019年11月29日 - 12月10日、ヒューリックホール東京） - アンヌ＝マルト 役
- 舞台「ゲゲゲの鬼太郎」（2022年7月29日 - 8月15日、明治座 / 8月19日 - 28日、梅田芸術劇場） - 砂かけばばあ役[39]
  - 舞台「ゲゲゲの鬼太郎2025」（2025年8月2日 - 16日、明治座 / 8月21日 - 25日、新歌舞伎座） - 吸血鬼カミーラ 役[40][41]
- 新生!熱血ブラバン少女。（2024年4月6日 - 21日、博多座 / 4月26日 - 28日、新歌舞伎座）[42][43]
- ニッポン狂騒時代〜令和JAPANはビックリギョーテン有頂天〜（2024年11月8日 - 10日、AiiA 2.5 Theater Kobe）[44]
- 朗読劇「たとへば君 四十年の恋歌」（2025年9月17日 - 20日〈予定〉、新国立劇場 小劇場）[45]

## ディスコグラフィ

### シングル
※ #1 - #5まではビクター音楽産業（現：ビクターエンタテインメント〈二代目〉）、#6 - #21まではRVC（現：ソニー・ミュージックレーベルズ）からそれぞれ発売（いずれもRCAレーベル）。
| #  | 発売日          | A/B面 | タイトル                       | 作詞       | 作曲         | 編曲                                 | 規格品番 |
| -- | --------------- | ----- | ------------------------------ | ---------- | ------------ | ------------------------------------ | -------- |
| 1  | 1974年 5月25日  | A面   | とびだせ初恋                   | 有馬三恵子 | 川口真       | 川口真                               | JRT-1355 |
| 1  | 1974年 5月25日  | B面   | あこがれのあの人               | 有馬三恵子 | 川口真       | 川口真                               | JRT-1355 |
| 2  | 1974年 8月25日  | A面   | 恋はダン・ダン                 | 有馬三恵子 | 川口真       | 川口真                               | JRT-1371 |
| 2  | 1974年 8月25日  | B面   | ケンを愛さないで               | 有馬三恵子 | 川口真       | 川口真                               | JRT-1371 |
| 3  | 1974年 12月25日 | A面   | ひとりぽっちの季節             | 有馬三恵子 | 川口真       | 川口真                               | JRT-1400 |
| 3  | 1974年 12月25日 | B面   | 大人になりたくない             | 有馬三恵子 | 川口真       | 川口真                               | JRT-1400 |
| 4  | 1975年 3月5日   | A面   | 彼                             | 千家和也   | 川口真       | 川口真                               | JRT-1420 |
| 4  | 1975年 3月5日   | B面   | 心がほしい                     | 千家和也   | 川口真       | 川口真                               | JRT-1420 |
| 5  | 1975年 6月5日   | A面   | 太陽のいたずら                 | 島田真由美 | ダニー石尾   | あかのたちお                         | JRT-1435 |
| 5  | 1975年 6月5日   | B面   | 夢みる季節                     | 落合武司   | ダニー石尾   | あかのたちお                         | JRT-1435 |
| 6  | 1975年 9月25日  | A面   | 青い誘惑                       | 落合武司   | ダニー石尾   | 竜崎孝路                             | JP-1003  |
| 6  | 1975年 9月25日  | B面   | 愛をありがとう                 | 落合武司   | ダニー石尾   | 竜崎孝路                             | JP-1003  |
| 7  | 1976年 1月25日  | A面   | 卒業アルバム                   | 橋本淳     | 浜圭介       | 馬飼野康二                           | JP-1014  |
| 7  | 1976年 1月25日  | B面   | 憶えてますか                   | 橋本淳     | 浜圭介       | 竜崎孝路                             | JP-1014  |
| 8  | 1976年 4月25日  | A面   | セクシー・バス・ストップ       | 橋本淳     | Jack Diamond | 高田弘                               | RVS-1006 |
| 8  | 1976年 4月25日  | B面   | ブルー・ライト・ヨコハマ       | 橋本淳     | 筒美京平     | 高田弘                               | RVS-1006 |
| 9  | 1976年 8月25日  | A面   | ハッスルジェット               | 橋本淳     | Jack Diamond | 萩田光雄                             | RVS-1033 |
| 9  | 1976年 8月25日  | B面   | LOVE BEAT 3-3-7                | 橋本淳     | 萩田光雄     | 萩田光雄                             | RVS-1033 |
| 10 | 1976年 12月5日  | A面   | ムーンライト・タクシー         | 橋本淳     | 筒美京平     | 筒美京平 萩田光雄 サディスティックス | RVS-1041 |
| 10 | 1976年 12月5日  | B面   | リンゴの心                     | 橋本淳     | 筒美京平     | 筒美京平 萩田光雄 サディスティックス | RVS-1041 |
| 11 | 1977年 4月25日  | A面   | オー! ミステリー               | 伊藤アキラ | 筒美京平     | 萩田光雄                             | RVS-1066 |
| 11 | 1977年 4月25日  | B面   | スーパー・ウーマン             | 伊藤アキラ | 筒美京平     | 萩田光雄                             | RVS-1066 |
| 12 | 1977年 10月25日 | A面   | ぽつりぽつり                   | 伊藤アキラ | 筒美京平     | 船山基紀                             | RVS-1091 |
| 12 | 1977年 10月25日 | B面   | サンセット・シーサイド         | 伊藤アキラ | 筒美京平     | 船山基紀                             | RVS-1091 |
| 13 | 1978年 4月25日  | A面   | センチメンタル海岸             | 松本隆     | 馬飼野康二   | 馬飼野康二                           | RVS-1121 |
| 13 | 1978年 4月25日  | B面   | 朝日の前に                     | 伊藤アキラ | 筒美京平     | 船山基紀                             | RVS-1121 |
| 14 | 1979年 4月5日   | A面   | サマーチャンピオン             | 伊達歩     | S.Mendes     | 馬飼野康二                           | RVS-1171 |
| 14 | 1979年 4月5日   | B面   | 仮面舞踏会                     | 中里綴     | 鈴木邦彦     | 高田弘                               | RVS-1171 |
| 15 | 1979年 10月5日  | A面   | ストップ・ザ・カンバセーション | 小林和子   | 筒美京平     | 井上鑑                               | RVS-1188 |
| 15 | 1979年 10月5日  | B面   | ブルー & グレイ                | 小林和子   | 筒美京平     | 井上鑑                               | RVS-1188 |
| 16 | 1980年 7月5日   | A面   | 沖縄サンバ                     | 林宏       | 林宏         | 川口真                               | RVS-1214 |
| 16 | 1980年 7月5日   | B面   | 灼けつく想い                   | 来生えつこ | 南佳孝       | 坂本龍一                             | RVS-1214 |
| 17 | 1980年 10月25日 | A面   | 半分愛して                     | 康珍化     | 林哲司       | 林哲司                               | RHS-7    |
| 17 | 1980年 10月25日 | B面   | グッド・バッド・マン           | 康珍化     | 林哲司       | 林哲司                               | RHS-7    |
| 18 | 1981年 6月25日  | A面   | 気分はアカプルコ               | 阿久悠     | 井上大輔     | 村松邦男                             | RHS-30   |
| 18 | 1981年 6月25日  | B面   | ノーマジェーン                 | 阿久悠     | 井上大輔     | 村松邦男                             | RHS-30   |
| 19 | 1981年 10月5日  | A面   | バレンチノ インフェルノ        | 阿久悠     | 都倉俊一     | 都倉俊一                             | RHS-41   |
| 19 | 1981年 10月5日  | B面   | ピンナップ・ガール             | 阿久悠     | 都倉俊一     | 都倉俊一                             | RHS-41   |
| 20 | 1982年 10月21日 | A面   | やぶれかぶれナイト             | 都志見隆   | 都志見隆     | 馬飼野康二                           | RHS-84   |
| 20 | 1982年 10月21日 | B面   | やさしさに出会うまで           | 都志見隆   | 都志見隆     | 馬飼野康二                           | RHS-84   |
| 21 | 1985年 7月21日  | A面   | NOMBRE NOIR                    | YUKO       | 都志見隆     | 前田憲男                             | RHS-205  |
| 21 | 1985年 7月21日  | B面   | REZA                           | E.Lobo     | R.Guerra     | 前田憲男                             | RHS-205  |

#### 配信限定シングル
- 「わくわくマンボ」「すべてのあなたに」（2025年1月24日）

#### その他の名義のシングル
| #                | 発売日           | 曲順             | タイトル                   | 作詞             | 作曲             | 編曲             | 規格品番         |
| jelly beans 名義 | jelly beans 名義 | jelly beans 名義 | jelly beans 名義           | jelly beans 名義 | jelly beans 名義 | jelly beans 名義 | jelly beans 名義 |
| 東芝EMI          | 東芝EMI          | 東芝EMI          | 東芝EMI                    | 東芝EMI          | 東芝EMI          | 東芝EMI          | 東芝EMI          |
| ---------------- | ---------------- | ---------------- | -------------------------- | ---------------- | ---------------- | ---------------- | ---------------- |
| 1                | 1997年 2月5日    | 01               | 嘘も本気でピュアなハートで | 雨宮純           | 小倉良           | 小倉良 栗尾直樹  | TODT-3925        |
| 1                | 1997年 2月5日    | 02               | BLUE                       | 雨宮純           | 小倉良           | 小倉良 栗尾直樹  | TODT-3925        |
| 2                | 1997年 7月30日   | 01               | DAY TO DAY                 | 森岡みか         | 小倉良           | 小倉良 栗尾直樹  | TODT-3968        |
| 2                | 1997年 7月30日   | 02               | GLORY                      | 雨宮純           | 小倉良           | 小倉良 栗尾直樹  | TODT-3968        |

### アルバム

#### ベスト・アルバム
1. セクシー・バス・ストップ（1976年8月／RVC RVH-7021）
2. オー! ミステリー（1977年7月／RVC RVL-7028）
3. 浅野ゆう子 ベスト・ヒット（1995年11月22日／BMGビクター BVCR-8024）
4. 浅野ゆう子 ヒット・コレクション（1999年11月20日／BMGファンハウス BVCK-37026）
5. GOLDEN☆BEST 浅野ゆう子 RCA/FUN HOUSE YEARS（2005年4月20日／BMGファンハウス BVCK-38107）
6. GOLDEN☆BEST limited 浅野ゆう子 筒美京平を歌う（2011年7月30日／ソニー・ミュージックダイレクト DYCL-259）※ソニーオーダーメイドファクトリー／Sony Music Shop販路限定販売

#### 参加アルバム
1. なかにし礼と13人の女優たち（2016年9月28日／日本コロムビア COCP-39687）※「あなたしか見えない」収録

### 作詞
- 増田恵子「FU・RI・NE」（1985年）
- 中森明菜「CRYSTAL HEAVEN」（1988年）

## 書籍

### 単行本
- 転がる女にコケはつかない（1993年、扶桑社）
- 親子ごっこ（1998年、扶桑社）

### 写真集
- 浅野ゆう子 素顔のままに（1981年7月25日、近代映画社） - 撮影：青野武雄
- 彼女は泳いでいる。きみの視線の奥、夢の海を。（1983年5月1日、平凡出版） - 撮影：稲越功一
- 浅野ゆう子写真集 Night On Fire!（1987年1月30日、集英社） - 撮影：立木義浩
- 浅野ゆう子 LIGHT MY FIRE（1989年4月14日、扶桑社） - 撮影：両角章司

## 受賞
1974年
- 第16回日本レコード大賞 新人賞

1984年
- ベストジーニスト賞

1989年
- 第6回ATP賞 特別賞

1990年
- 第27回ゴールデン・アロー賞 放送賞
- ベストドレッサー賞

1991年
- 第1回フランス政府観光局女親善賞

1994年
- 第12回メンズ・クラブベストドレッサー賞

1995年
- 第19回日本アカデミー賞 最優秀主演女優賞[46]
- 第8回石原裕次郎賞
- 第3回京都うずまさ映画祭 俳優賞

1996年
- 第11回ザテレビジョンドラマアカデミー賞 ベストドレッサー賞（『義務と演技』）[47]

2005年
- 第1回SAKHA VIRGIN DIAMOND AWARD 2005

2023年
- 第９回ベストプラチナエイジスト女性部門